# درگیری‌های اروندرود
درگیری‌های اروندرود مجموعه درگیری‌ها و واکنش‌هایی است که در منطقه اروندرود از سال ۱۹۳۶ تا ۱۹۸۰ در فاصله جنگ ایران و عراق ادامه داشت.